# تپه قلعه رضی
تپه قلعه رضی مربوط به سدهٔ ۴ تا ۸ ه.ق است و در شهرستان نیشابور، بخش سرولایت، روستای عبدالله گیو واقع شده و این اثر در تاریخ ۲۷ بهمن ۱۳۸۲ با شمارهٔ ثبت ۱۰۹۱۲ به‌عنوان یکی از آثار ملی ایران به ثبت رسیده است.